# القزاقزة
قرية القزاقزة هي إحدى القرى التابعة لمركز المنزلة في محافظة الدقهلية في جمهورية مصر العربية. حسب إحصاءات سنة 2006، بلغ إجمالي السكان في القزاقزة 2677 نسمة، منهم 1407 رجل و1270 امرأة.